# Continental Rail

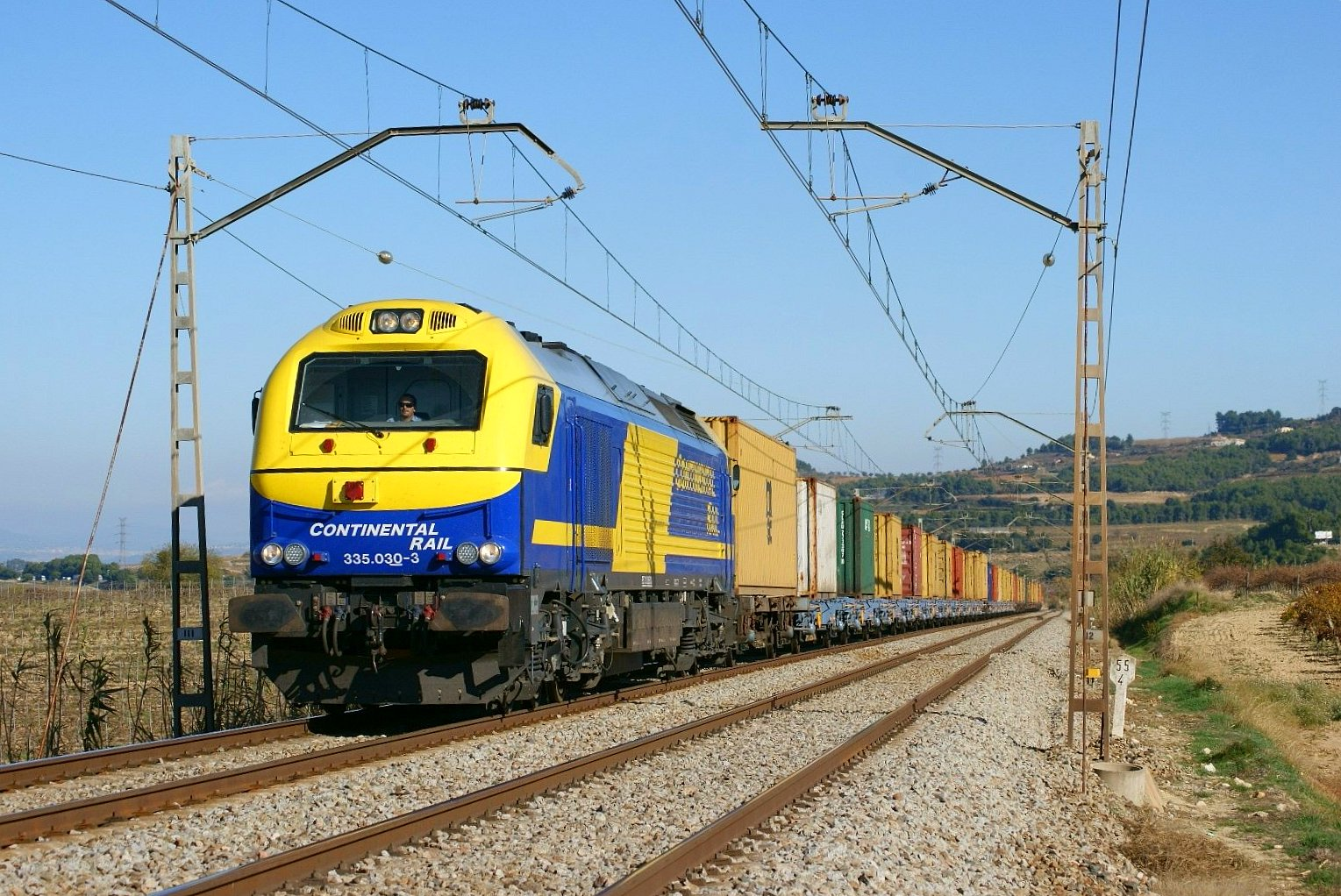
Un Teco de Continental Rail encabezado por la 335.030 a su paso por Lavern.

Continental Rail es una empresa operadora ferroviaria de viajeros y mercancías perteneciente a CMA CGM. 

## Historia
Fue fundada el 17 de mayo de 2000, constituida al 100 % por Vías y Construcciones, S.A., del Grupo ACS, con la vista puesta en atender servicios ferroviarios de mercancías cuando este mercado se liberalizase. El 14 de octubre de 2005 obtuvo la Licencia de Empresa Ferroviaria para el transporte de mercancías por la red ferroviaria gestionada por Adif, convirtiéndose en el tercer operador en conseguirla, tras Renfe Mercancías y COMSA Rail Transport. El 15 de febrero de 2007 puso en servicio el segundo tren privado de España desde la nacionalización de los ferrocarriles de ancho ibérico en 1941 (el primero lo había puesto Acciona Rail Services el 29 de enero); el primer servicio que cubrió fue la línea entre el Puerto Seco de Coslada (Madrid) y el Puerto de Valencia con un tren de contenedores. El 16 de diciembre de 2008 puso en marcha el primer servicio español de trenes de mercancías de 600 metros de longitud entre la estación de Madrid-Abroñigal y el puerto de Valencia.
Desde finales de diciembre de 2014 gestiona el tren cerealero Canfranc-Martorell.
El 18 de noviembre de 2017, Continental Rail operó su primer tren de viajeros, tras haber recibido la Licencia para transporte de viajeros el 31 de mayo de 2013, traccionando el Tren Azul de la Asociación Zaragozana de Amigos del Ferrocarril y Tranvías (AZAFT) entre las estaciones de Zaragoza-Delicias y Canfranc, con motivo de la campaña promocional de la película Murder on the Orient Express (2017).
En 2021 el grupo ACS vendió la empresa a CMA CGM.

## Actividades
Continental Rail tiene las siguientes áreas de negocio diferenciadas.
- Transporte de contenedores en la red ferroviaria convencional
  - Transporte regular de contenedores entre el Puerto de Valencia y las terminales de Madrid-Abroñigal y Puerto Seco de Coslada.
  - Transporte regular de contenedores entre Estación de Madrid-Abroñigal y el Puerto de Bilbao
  - Transporte regular de contenedores entre Valladolid y el Puerto de Valencia
  - Transporte regular de contenedores entre el Puerto de Barcelona y el Puerto de Bilbao
- Transporte de coches desde la Factoría Renault en Valladolid hacia la Terminal de Muriedas en Santander para su exportación.

- Transporte de Materiales de Construcción y Mantenimiento para líneas de Alta Velocidad
  - L.A.V. Madrid- Barcelona- Frontera Francesa. Transporte de materiales de construcción (balasto, carril, traviesa)
  - L.A.V. Córdoba- Málaga. Transporte de materiales de construcción (balasto, carril, traviesa)
  - L.A.V. Madrid- Levante. Transporte de materiales de construcción (balasto, carril, traviesa)
  - Asistencia a las pruebas ERTMS en las L.A.V., que se centran en la actualidad en las líneas Madrid- Valladolid y Madrid- Barcelona- Frontera Francesa.

- Gestión y explotación de terminales ferroviarias y redes ferroportuarias,
  - Gestión de la red ferroviaria de la Autoridad Portuaria de Gijón.

## Material rodante
El parque motor de Continental Rail se compone de 24 locomotoras, de las cuales 20 son diésel y 4 son eléctricas. La mayoría de ellas son arrendadas.
- 6 locomotoras diésel de la Serie 333 de Renfe, conocidas como Primas, nombre del proyecto de Alstom para su fabricación, de las cuales 2 son en propiedad (333.380 y 381) y 4 arrendadas por Renfe Alquiler (numeración 333.314, 319, 321 y 323).
- 8 locomotoras diésel Serie 335, 4 en propiedad (335.016, 018, 029 y 030) y 4 arrendadas por Alpha Trains con numeración 335.015, 017, 022, 023.
- 6 locomotoras diésel Serie 319, 4 de ellas compradas a Renfe numeración 319.222, 301, 306 y 321 y 2 compradas a TECSA numeradas 319.313 y 318. Utilizadas para trenes de trabajo y transporte de materiales en la construcción de vías de Alta velocidad.
- 4 locomotoras eléctricas Euro 6000, arrendadas por Alpha Trains con numeración 256.004, 256.005, 256.009 y 256.010.